# 芦竹碱
芦竹碱（英語：gramine）又名禾草碱，是一种吲哚族生物碱，有毒。

## 化学性质
- IUPAC名称：
  - 中文：吲哚-3-基-N,N-二甲基甲胺
  - 英文：indolin-3-yl-N,N-dimethylmethanamine
- CAS号：87-52-5
- 分子式：C11H16N2
- 分子量：176.26
- 熔点：138~139℃
- 溶于醇、醚、氯仿，微溶于冷的丙酮，不溶于水、石油醚。